# Krasnomaiski
Krasnomaiski (en rus: Красномайский) és un poble (un possiólok) de l'óblast de Novossibirsk, a Rússia, que en el cens del 2010 tenia 368 habitants, pertany al districte de Novossibirsk.